# Clara Longworth de Chambrun
Clara Eleanor Longworth de Chambrun, condesa de Chambrun (18 de octubre de 1873-1 de junio de 1954), fue una mecenas estadounidense de las artes y gran estudiosa de Shakespeare.

## Primeros años
Clara nació en Cincinnati, Ohio, el 18 de octubre de 1873. Era hija de Nicholas Longworth y Susan Walker. Pertenecía a una rica familia muy implicada en la política de Ohio. Su padre fue juez de la Corte Suprema del estado de Ohio. Su hermano (también llamado Nicholas Longworth) fue congresista por Ohio durante tres décadas y finalmente se convirtió en presidente de la Cámara de Representantes de los Estados Unidos de 1925 a 1931. Se casó con Alice Roosevelt (hija del presidente Theodore Roosevelt) en 1906. Se decía que la relación de Alice con Clara no era buena. Clara era amiga de Josephine Crane, la segunda esposa de Winthrop M. Crane, gobernador de Massachusetts.
Clara asistió al matrimonio de su prima Margaret Rives Nichols con el marqués Charles de Chambrun, el 12 de diciembre de 1895.

## Carrera
En 1921, el mismo año en que murió su hija, Clara obtuvo un doctorado por la Sorbona, a la edad de 48 años. En su tesis doctoral, estudiaba la misión histórica de Giovanni Florio, su actividad como traductor y propagandista del Renacimiento italiano en la sociedad inglesa del siglo XVI, así como la influencia que ejerció sobre el futuro autor de Romeo y Julieta y de Otelo, William Shakespeare.
Cinco años después recibió el Premio Bordin de la Academia Francesa por un libro sobre Shakespeare que escribió en francés. Fue uno de los miembros fundadores de la biblioteca llamada American Library in Paris, y ejerció como fideicomisario desde 1921 hasta 1924. A ello le siguió en 1928 su elección de la distinción Legión de Honor en grado de Caballero.
A través del matrimonio de su hijo con la hija del primer ministro de Francia, la condesa pudo mantener abierta la American Library in Paris incluso después de la declaración de guerra de Francia en septiembre de 1939. La organización administrativa hizo posible mantenerla independiente después de que Estados Unidos entró en la guerra. Actuó como su directora hasta el otoño de 1944, cuando sus vínculos con Pierre Laval complicaron su situación. Antes de que ella muriera, recibió el merecido reconocimiento.

## Vida personal
Se casó con el conde Aldebert de Chambrun, más tarde general de Chambrun, descendiente directo del marqués de Lafayette, el 19 de febrero de 1901 en Cincinnati. Aldebert fue el agregado militar francés en Washington D. C., antes de servir como oficial de artillería en la Primera Guerra Mundial. En su momento se decía que había escrito a su esposa sobre el placer que experimentó al bombardear con artillería su propio castillo, cerca de Saint-Mihiel, como parte de un asedio de seis semanas porque estaba ocupado por las fuerzas alemanas, aunque más tarde resultó probado que era falso. Tuvieron una hija y un hijo:
- Suzanne Eleanore de Chambrun (1902-1921), quien murió de enfermedad cardíaca en París.[1]
- René de Chambrun (1906-2002), que se casó con Josée Marie Laval en 1935. Josée era la hija de Pierre Laval, que fue primer ministro de Francia.

En el otoño de 1935, la condesa alquiló su apartamento en 58 rue de Vaugirard, en la esquina de los Jardines de Luxemburgo a la joven poeta Elizabeth Bishop, donde Bishop escribió "Cirque d'Hiver", su primer poema publicado en The New Yorker, y "Paris, 7 AM".

## Obras

### Obras publicadas en español
- Mi gran amigo Shakespeare: recuerdos de John Lacy, comediante del rey. Prefacio de André Maurois. Versión castellana por Alejandro A. Rosa. Buenos Aires: Compañía Editoria del Plata, 1941.

### Obras publicadas en inglés
- Pieces of the Game: A Modern Instance. New York: G. P. Putnam's sons, 1915.
- Playing with Souls: A Novel. New York: Grosset & Dunlap, 1922.
- Shakespeare, Actor-Poet: As Seen by His Associates, Explained by Himself and Remembered by the Succeeding Generation. New York: D. Appleton & Company, 1927.
- His Wife's Romance. New York: D. Appleton & Company, 1929.
- The Making of Nicholas Longworth: Annals of an American Family. New York: Ray Long & Richard R. Smith, Inc., 1933.
- Two Loves I Have: The Romance of William Shakespeare. Philadelphia: J. B. Lippincott & Company, 1934.
- Shadows like Myself. New York: C. Scribner's Sons, 1936.
- Cincinnati: Story of the Queen City. New York: Scribner, 1939.
- Shadows Lengthen: The Story of My Life. New York: C. Scribner's Sons, 1949.
- Shakespeare: A Portrait Restored. New York: Hollis & Carter, 1957.

### Obras publicadas en francés
- Erreurs et vérités sur Shakespeare. Paris : La Revue, 1916.
- Deux pièces de Shakespeare : Antoine et Cléopâtre, le marchand de Venise. Paris : La Revue de Paris, 1918.
- Les influences latines dans Shakespeare, Rabelais, Montaigne, Florio. Paris : La Revue hebdomadaire, 1918.
- Une autobiographie de Shakespeare. Paris : G. Grès et Cie, 1919.
- Giovanni Florio, un apôtre de la Renaissance en Angleterre à l'époque de Shakespeare. Paris : Payot et cie, 1921.
- Le Roman d'un homme d'affaires. Paris : Plon-Nourrit et cie, 1923.
- L'Existence de Shakespeare prouvée par ses contemporains. Paris : Plon-Nourrit et cie, 1924.
- La Nouvelle Desdémone. Paris : Plon-Nourrit et cie, 1925.
- Shakespeare acteur-poète. Paris : Plon-Nourrit et cie, 1926.
- Hamlet de Shakespeare. Paris : Société française d'éditions littéraires et techniques, 1929.
- Le Miracle de Sidna Aïssa. Paris : Chez l'artiste, 1930.
- Deux bagues au doigt. Paris : Plon, 1930.
- Mon grand ami Shakespeare : souvenirs de John Lacy, comédien du roi. Préface d'André Maurois. Paris : Plon, 1935.
- Shakespeare retrouvé, sa vie, son oeuvre. Paris : Larousse-Plon, 1947.
- Sans jeter l'ancre (1873-1948). Paris : Plon, 1953.